# Scuticaria tigrina
Scuticaria tigrina är en fiskart som först beskrevs av René-Primevère Lesson 1828.  Scuticaria tigrina ingår i släktet Scuticaria och familjen Muraenidae. Inga underarter finns listade i Catalogue of Life.